# Dement Township
Die Dement Township ist eine von 24 Townships im Ogle County im Norden des US-amerikanischen Bundesstaates Illinois.

## Geografie
Die Dement Township liegt im Norden von Illinois rund 115 km westlich von Chicago. Die Grenze zu Wisconsin liegt rund 65 km nördlich; der Mississippi, der die Grenze zu Iowa bildet, befindet sich rund 110 km westlich.
Die Dement Township liegt auf 41°55′56″ nördlicher Breite und 88°59′49″ westlicher Länge und erstreckt sich über 90,4 km².
Die Dement Township liegt im äußersten Südosten des Ogle County und grenzt im Süden an das Lee County sowie im Osten an das DeKalb County, das bereits zur Metropolregion Chicago gehört. Innerhalb des Ogle County grenzt die Dement Township im Westen an die Flagg Township, im Nordwesten an die White Rock Township und im Norden an die Lynnville Township.

## Verkehr
Im Süden der Township kreuzen die Interstates 88 und 39, die mit dem U.S. Highway 51 hier auf gleicher Strecke verläuft.
Wenige Kilometer nördlich davon kreuzt die in West-Ost-Richtung verlaufende Illinois State Route 38. Alle weiteren Straßen sind County Highways sowie weiter untergeordnete und zum Teil unbefestigte Fahrwege.
In Ost-West-Richtung verläuft durch die Dement Township eine Eisenbahnlinie der Union Pacific Railroad, die von Chicago nach Westen führt. Durch den Südwesten der Township verläuft vom Eisenbahnknotenpunkt Rochelle kommend eine Linie der BNSF Railway.
Der nächstgelegene Flugplatz ist der rund 3 km westlich der Township gelegene Rochelle Municipal Airport; der nächstgelegene größere Flughafen ist der rund 40 km nördlich gelegene Chicago Rockford International Airport am südlichen Stadtrand von Rockford.

## Bevölkerung
Bei der Volkszählung im Jahr 2010 hatte die Township 989 Einwohner. Neben Streubesiedlung lebt die Bevölkerung in zwei selbstständigen Gemeinden:
- Rochelle1 (City)
- Creston (Village)

1 – überwiegend in der Flagg Township